# ハーバート・ケレハー

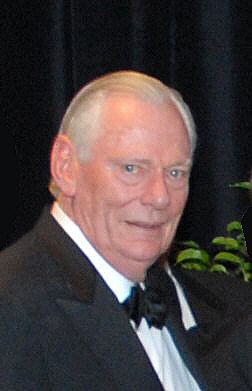
ハーバート・ケレハー（2007年、Tony Jannus Award式典にて）

ハーバート・ケレハー（Herbert D. Kelleher、1931年3月12日 - 2019年1月3日）（87歳没）は、アメリカ合衆国の航空会社であるサウスウエスト航空の共同創立者、名誉会長および元最高経営責任者 (CEO) 。ニックネームは「ハーブ・ケレハー」、または単に「ハーブ」。

## 経歴
ニュージャージー州ハドンハイツに生まれる。ハドンハイツ高校を卒業した後はコネティカット州のウェスリアン大学に進んだ。同大学卒業後、さらにニューヨーク大学・ロー・スクールで法律を学び、1956年に卒業した。卒業後はニュージャージー州最高裁判所で事務官として勤務した後、1960年にテキサス州サンアントニオで法律事務所を開設した。
彼の法律事務所の顧客とサンアントニオのバーで雑談をしている際に、その顧客からテキサス州内の航空会社設立を呼びかけられた。これはダラス、サンアントニオ、ヒューストンの3都市を結び、不要なサービスを簡素化して低運賃の提供を実現する内容で、運航開始に至るまでには、競合する航空会社からさまざまな妨害工作を受けたものの、1971年よりサウスウエスト航空として営業運航を開始することになる。
当初、ケレハーは同社の法律顧問として在籍していたが、1978年以降はCEOに就任した。ケレハーには「仕事は楽しくなければ」というポリシーがあり、後述するように社員のやる気を引き出すために手を尽くした。機内での案内を歌にあわせて行うなどのような同社独特の社風は、ケレハーの「空の旅は思い切り面白くなくては!」という信条に基づくもので、ケレハーがCEOとして在職中に従業員と共に作り上げていったものである。また、同社のポリシーに合わない旅客に対しては躊躇なく他社の利用を勧めるのも、ケレハーの「顧客は常に正しいとは限らない」という信条によるものである。
2001年6月にCEOを辞任、その後も社にとどまったが、2008年5月21日に辞職、後任としてゲリー・C・ケリーが指名された。その後は名誉会長となっている。
2010年7月に、2011年のダラス連邦準備銀行取締役会の会長に任命された。ケレハーはこれ以前にも取締役会の副会長を務めたことがある。
2019年1月3日、死去。87歳没。

## 人物

### CEOとして
サウスウエスト航空在職中は、ケレハーはリーダーシップについて「部下のために一生懸命働くサーバント（召使い）」と表現しており、実際にそのように行動していた。役員であることを全く鼻にもかけておらず、常に社員を尊重していた。勤務中、常に朝7時には出社していたが、「どうでもいい会議に出るくらいなら社員たちと会うほうがいい」と公言し、空いている時間がある場合は現場を回って社員を激励していた。また、社員を信じており「顧客よりも社員を優先する」とも公言している。また、社内での問題については、ケレハーは改善を約束した場合は必ず実行していた。
1997年当時の同社客室乗員部長は「ハードワーカーという点では彼の右に出る者は社内にはいない」と評している。
空港ゲートで床が固いという社員の声を受けて敷物を自分でウォルマートに行って買ってきたり、午前3時に突然現れて機内清掃の手伝いをした。自社機に乗っている時にも客室乗務員を手伝い、他の乗客にピーナッツや飲み物を配っていた。ただし、「飛行機の操縦だけは手伝えない」と残念がっていたという。「社長がそこまでしなくてもいいのではないか」という声もあったが、ケレハーはこれに対して「それで社員がやる気をなくさずに済むならお安い御用だ」と語っている。
社員間でのパーティーに飛び入り参加することも多く、社員のパーティーに出ることを優先して出張をキャンセルしてしまうことさえあった。
記憶力が抜群に優れており、サウスウエスト航空の社員数が22000人程度だった頃に、そのうち17000人は顔と名前が一致していたという。話をしたことのある社員はすべて名前と顔を覚えている。社員の家族が半年前に病気になったことを覚えていて、当の社員が驚いたこともあったという。
このようなことから、社員からの信頼は厚く、社内では「ハーブの約束はどんな書類よりも信頼できる」とされており、ケレハーを賞賛する社員は少なくない。
突飛な扮装を好み、腕に飛行機の刺青（正確にはタトゥシール）をしてポーズをとった姿を、自社のことを記したビジネス書の表紙写真として使用したり、社内でイベントが行われる時には女装で登場したり、ハーレーダビッドソンに乗って登場したりすることもあった。また、社員募集の広告にエルビス・プレスリーの扮装をして登場し、「履歴書はエルビス宛で」と募集要項に書いたことがある。

### 私生活
結婚し、4人の子供がいる。サウスウエスト航空の設立後は家族をサンアントニオに残し、一人でダラスに住んでいた。家族の待つ自宅に戻るのは年に数回程度だったという。自宅に戻れないことはケレハー自身も気にしており、雑誌の取材において「理想の夕食は?」という質問に対して「妻と子供たちと一緒にとる夕食」と回答している。
子供が独立した後は妻をダラスに呼び寄せている。また、孫が生まれた後は、2週間の夏休みだけは取得するように努めていたという。
ヘビースモーカーで、酒類ではワイルドターキーが大好きである。

## 評価
サウスウエスト航空はアメリカのビジネス誌「フォーチュン」によって「もっとも賞賛される会社ベスト5」にランクされたが、ケレハー自身も「アメリカでもっとも尊敬される経営者」と賞賛されたほか、2004年にはジュニア・アチーブメントが主催する「アメリカ合衆国ビジネス殿堂」入りを果たした。
バーガーキングの元CEOであるバリー・J・ギボンズは、「一般的な意味でもビジネスに限定しても、私にとっては数少ない英雄に相当する」と評している。

## 受賞歴
- Tony Jannus Award…1993年、航空会社経営における指導力に対して受賞[30]。
- Bower Award…2003年、企業経営のリーダーシップに対して受賞。
- L.Welch Pogue Award…2005年、航空における功績に対して受賞[3]。